# Tandlægeløftet
Tandlægeløftet er den ed, som nyuddannede tandlæger aflægger. Eden benyttes i mange lande i forskellige varianter. Der findes to tandlægeskoler i Danmark: Tandlægeskolen i Århus på Det Sundhedsvidenskabelige Fakultet ved Aarhus Universitet samt Tandlægeskolen i København på Det Sundhedsvidenskabelige Fakultet ved Københavns Universitet.

Den nugældende danske udgave af tandlægeløftet (kaldet eksamensløfte) på Tandlægeskolen i Århus lyder således:
| Citat | Efter at have bestået eksamen ved Tandlægeskolen, Det Sundhedsvidenskabelige Fakultet, Aarhus Universitet, erklærer undertegnede herved ved min afgang fra Universitetet, at have modtaget et eksemplar af den for udøvelse af tandlægevirksomhed gældende lov af 26. maj 1976 samt lover at gøre mig bekendt med og nøje sætte mig ind i de for mit fag gældende bestemmelser. | Citat |
|       | |       |

Den nugældende danske udgave af tandlægeløftet (kaldet erklæring og løfte) på Tandlægeskolen i København lyder således:
| Citat | Efter at have bestået tandlægeeksamen ved Tandlægeskolen, Det Sundhedsvidenskabelige Fakultet på Københavns Universitet har kandidaten overfor Fakultetet med sin underskrift bekræftet at bekendtgjort sig med reglerne i Lov om autorisation af sundhedspersoner og om sundhedsfaglig virksomheds §§ 47-51 (Lov nr. 451 af 22. maj 2006) samt at ville leve op til nedenstående løfte. Kandidaten har herved lovet at gøre sig bekendt med og nøje sætte sig ind i de for faget gældende bestemmelser samt under udøvelsen af sin virksomhed forpligtet sig til at udvise omhu og samvittighedsfuldhed, herunder også ved benyttelse af medhjælp, økonomisk ordination af lægemidler m.v. | Citat |
|       | |       |

Tandlægeløftet stiller således både etiske og faglige krav til tandlægen.
I Danmark har tandlægeløftet aldrig haft nogen juridisk betydning, kun moralsk. Dog er tandlæger i kraft af tandlægeloven pålagt visse pligter, der afspejler indholdet i tandlægeløftet.
Aflæggelse af tandlægeløftet sker typisk på universitetet ved dimissionshøjtideligheden ved afslutningen af uddannelsen til cand.odont.

## Eksterne kilder og henvisninger
- Tandlægeløftets ordlyd på henholdsvis Tandlægeskolen i Århus og Tandlægeskolen i København (Webside ikke længere tilgængelig)
- Tandlægeskolernes eksamensløfte, artikel fra Tandlægebladet, nr. 15, 2006 (Webside ikke længere tilgængelig)

| Odontologi | Spire Denne artikel om odontologi er en spire som bør udbygges. Du er velkommen til at hjælpe Wikipedia ved at udvide den. |